# Suematsu Kenchō

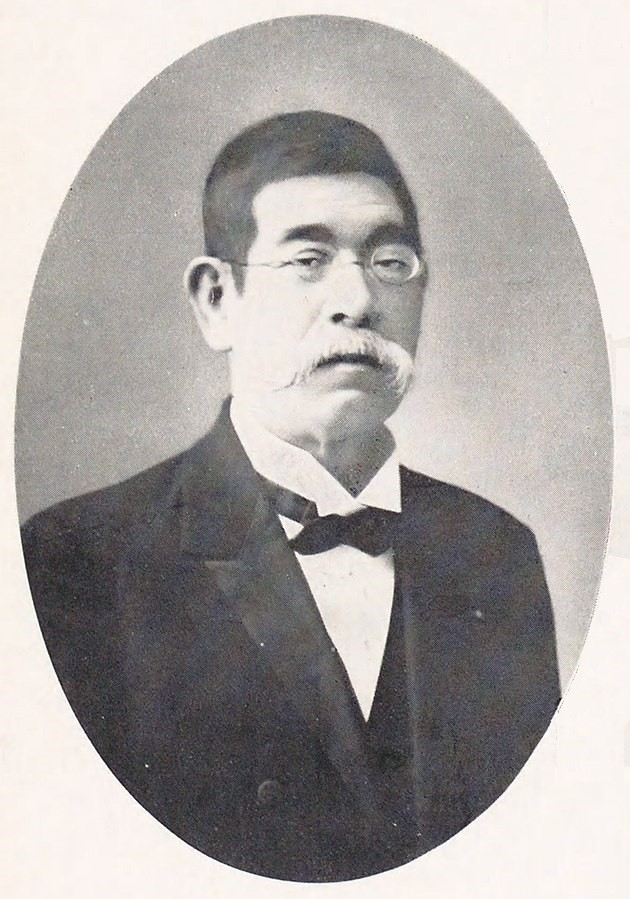
Suematsu Kenchō

Shishaku Suematsu Kenchō (japanisch 末松 謙澄; geboren 30. September 1855 in Maeda (Provinz Buzen); gestorben 5. Oktober 1920) war ein japanischer Autor, Unternehmer und Politiker.

## Leben und Wirken
Suematsu Kenchō wurde als vierter Sohn von Suematsu Fusumi (末松 房澄), einem Dorfvorsteher, und seiner Frau Nobuko (伸子) geboren. Er studierte im „Suizaen“ (水哉園) unter Murakami Butsuzan (村上 仏山; 1810–1879) chinesische Klassiker, zog 1871 nach Tokio, wo er sich unter Kondō Makoto (近藤 真琴; 1831–1886) weiter bildete. Er traf auch den Politiker Takahashi Korekiyo und schloss mit ihm Freundschaft. Kurz darauf trat er als Reporter in die „Nippō Company“ (日報社) ein, in die Nachrichtenagentur der Zeitung „Tokyo Nichinichi Shimbun“ (東京日日新聞). Präsident Fukuchi Genichirō (福地 源一郎, 1841–1906) erkannte  sein Talent und machte ihn zum Leitartikelautor. Sein Pseudonym war „Sasanami Peiji“ (笹波 萍二). 1984 wurde er von Fukuchi dem Politiker Itō Hirobumi empfohlen und trat in die Regierungswelt ein.
1882 wurde Suematsu an die Japanische Botschaft in nach England versetzt, wo er während seines Studiums an der Cambridge University (1882) den japanischen Klassiker, das Genji Monogatari übersetzte und veröffentlichte. 1919 kehrte er nach Japan zurück. Nachdem er als Berater des Innenministeriums gedient hatte, wurde er Direktor eines Büros einer Präfekturregierung. Er übersetzte einen Roman der britischen Schriftstellerin „Bertha M.Clay“, wahrscheinlich „Lily of the valley“, und veröffentlichte ihn unter dem Titel „Tani no Himeyuri“ (谷間の姫百合) – auf Deutsch wäre es „Maiglöckchen“. Für die Gründung des Bauunternehmens „Moji Chikko Co.“ konnte er mit Hilfe des Mitschülers aus „Suizaen“-Zeiten Nagatsuda Koreyasu (長津田 維寧) Shibusawa Eiichi überreden, Geld bereitzustellen.
1889 heiratete Suematsu die zweite Tochter von Itō Hirobumi. Er kandidierte für die ersten allgemeinen Abgeordnetenhauswahlen in der Präfektur Fukuoka für das Abgeordnetenhaus und wurde für drei aufeinanderfolgende Amtszeiten gewählt. Er war später Mitglied des Herrenhauses. Er wirkte als Chef des Legislativbüros im Kabinett Itō II, Minister für Kommunikation im Kabinett Itō III und Innenminister im Kabinett Itō IV. Während des Russisch-Japanischen Kriegs (1904–05) war er in England stationiert und widmete sich der Kriegsdiplomatie. Nach seiner Rückkehr nach Japan wurde er Geheimrat, Viscount und wurde in das „Teikoku Gakushi-in“ (帝国学士院), eine staatliche organisierte Vereinigung von Wissenschaftlern, aufgenommen. 1897 wurde er gebeten, als Direktor des Editionsbüros für die Familiengeschichte des Mōri-Klans zu fungieren. 23 Jahre später erlebte er noch die überarbeitete Version der 12 Bände, „Shūtei – Bōchō kaiten-shi“ (修訂・防長回天史) – etwa „Überarbeitung – Geschichte der Verteidigung der Provinz Nagato“.
Der Staat ehrte Suematsu mit zahlreichen hohen Auszeichnungen.